# Microcavia shiptoni
Microcavia shiptoni és una espècie de mamífer rosegador de la família dels càvids. És endèmic de l'Argentina. Viu als herbassars de les zones rocoses de l'altiplà andí.